# Acanthocereus canoensis
Acanthocereus canoensis es una especie de planta suculenta perteneciente al género Acanthocereus, dentro de la familia Cactaceae. Es endémica de Honduras.

## Descripción
Acanthocereus canoensis es una especie de cactus trepador o rastrero que presenta tallos erectos monomorfos, de color verde-glauco, con pocas costillas. Las areolas no están muy distanciadas unas de otras, por lo que da el aspecto de ser densamente espinoso.
Tiene flores diurnas, muy llamativas, de colores brillantes (rosa intenso o rojo), con el tubo largo y angosto, y una cámara nectarial bien diferenciada.

## Distribución y hábitat
El área de distribución nativa de esta especie es Honduras y crece principalmente en el bioma tropical estacionalmente seco, a una altitud de 800 a 1000 m.

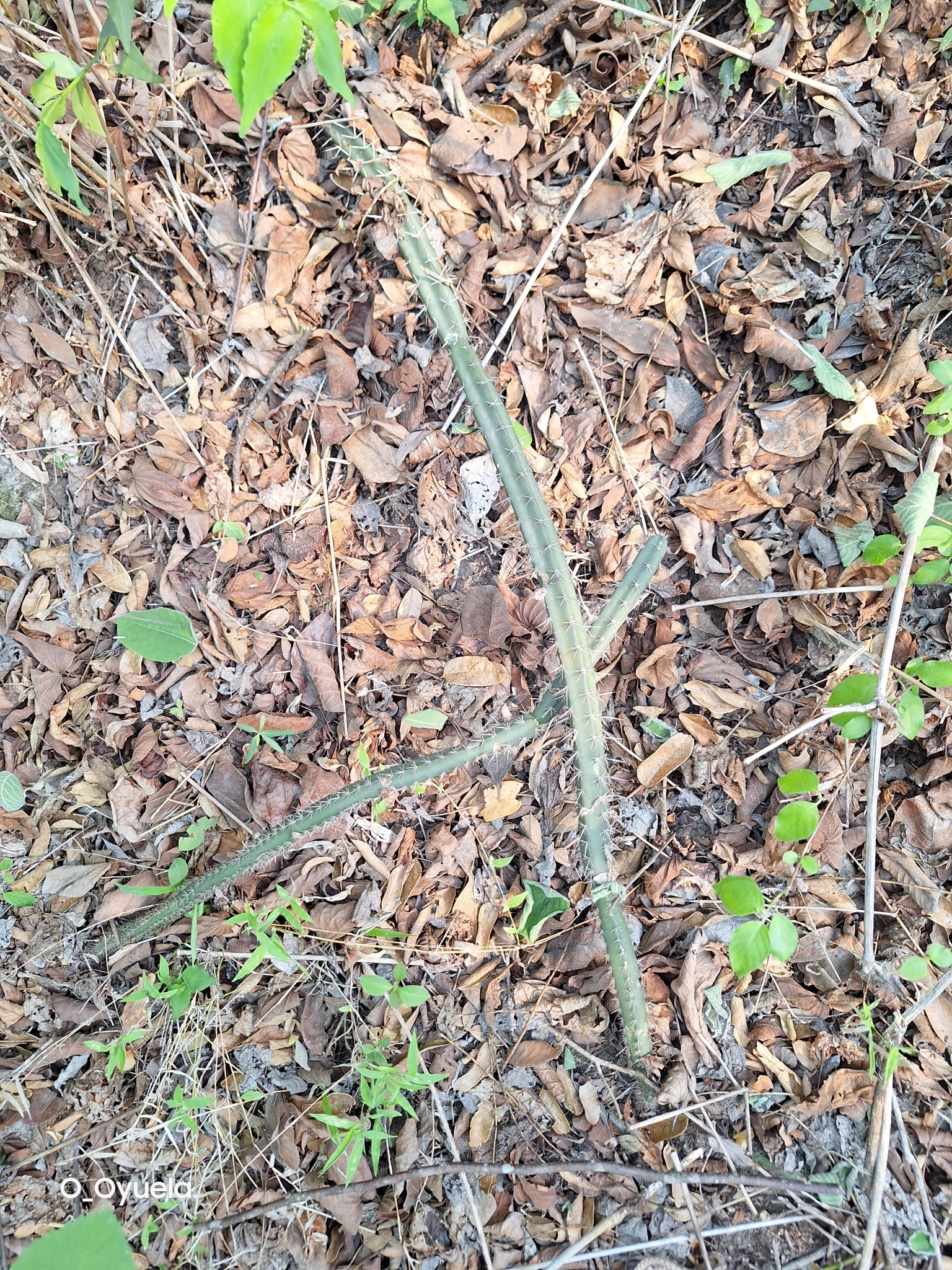
Porte de la planta

## Taxonomía
La primera descripción de esta especie fue como Peniocereus canoensis, publicada en 2013 por el botánico británico Paul R. House y los botánicos mexicanos Carlos Gómez-Hinostrosa y Héctor Manuel Hernández en la revista Mexicana de biodiversidad. 84: 1077.
Más tarde, el botánico mexicano Ángel Salvador Arias Montes y la investigadora alemana Nadja Korotkova trasladaron la especie al género Acanthocereus, por lo que pasó a llamarse Acanthocereus canoensis. Registraron estos cambios en la revista científica Phytotaxa 327: 18, publicada en 2017.
Etimología
- Acanthocereus: nombre genérico que deriva de las palabras griegas akantha (que significa 'espinoso') y cereus (que significa 'vela', 'cirio'), haciendo referencia a su forma columnar espinosa.[4]
- canoensis: epíteto geográfico que hace referencia al río Canoa, uno de los 2 ríos cercanos a Tegucigalpa donde se localiza esta especie.[1]

## Usos
Aunque es una especie desconocida, puede cultivarse principalmente como planta ornamental.